# Jonesboro (Illinois)
Jonesboro è un comune degli Stati Uniti d'America, situato in Illinois, nella Contea di Union, della quale è il capoluogo.